# رومان توماس (لاعب هوكي الجليد)
رومان توماس (بالسلوفاكية: Roman Tomas)‏ هو لاعب هوكي الجليد سلوفاكي، ولد في 9 سبتمبر 1980 في بوبراد في سلوفاكيا.

## وصلات خارجية
- رومان توماس على موقع EliteProspects.com (الإنجليزية)
- رومان توماس على موقع Eurohockey.com (الإنجليزية)
- رومان توماس على موقع HockeyDB.com (الإنجليزية)